# Kaouar-Tal

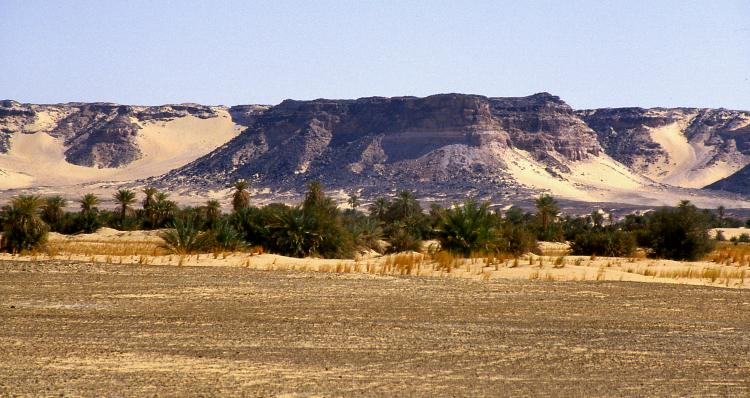
Das Kaouar-Tal in der Nähe von Bilma.

Das Kaouar-Tal (auch: Kawar-Tal) ist ein Tal in der Ténéré-Wüste im westafrikanischen Niger. Das Kaouar-Tal verläuft in Nord-Süd-Richtung und ist etwa 160 Kilometer lang.
In der bis 100 Meter tief eingeschnittenen Geländestufe des Kaouar befinden sich, von Nord nach Süd, die Oasenorte Séguédine (Salzherstellung), Anney, Dirkou und Bilma (Salzherstellung). Im Süden, Richtung Tschad-See, wird das Kaouar-Tal von der Großen Sandwüste von Bilma mit etwa 300 querliegenden Dünenzügen abgeschlossen. Von Séguédine im Norden gehen sandige Pisten in nordöstlicher Richtung über Madama, durch das Plateau von Djado, nach Libyen und in nordwestlicher Richtung zu der ungefähr 140 km entfernten mittelalterlichen Ruinenstadt Djado und dem davon unweiten Chirfa. In der nördlichen Verlängerung des Kaouar-Tals liegt der für seine prähistorischen Felszeichnungen bekannte Enneri Blaka.